# Leionuncia
Leionuncia is een geslacht van hooiwagens uit de familie Triaenonychidae.
De wetenschappelijke naam Leionuncia is voor het eerst geldig gepubliceerd door Hickman in 1958. 

## Soorten
Leionuncia is monotypisch en omvat slechts de volgende soort:
- Leionuncia levis